# Ободовская, Раиса Андреевна
Раиса Андреевна Ободовская (род. 6 августа 1948) — велосипедистка, заслуженный мастер спорта СССР (1968), неоднократная чемпионка и рекордсменка чемпионатов Украины и Советского Союза.

## Биография
Выступала за харьковское спортивное общество «Динамо».
После окончания спортивной карьеры работает директором спортивной школы.
В 2011 году президент Украины назначил Раисе Андреевне государственную стипендию как одному из выдающихся деятелей физической культуры и спорта.

## Спортивные достижения
- двукратная чемпионка мира (1968, 1969)
- серебряный призёр чемпионата мира (1970)
- пятикратная чемпионка СССР (1969 — в командной гонке преследования, 1970 — в индивидуальной гонке преследования, 1979 и 1980 — в групповой гонке по шоссе, 1981 — в спринте)